# Medicine (canción de Bring Me the Horizon)
"Medicine" es una canción de la banda de rock británica Bring Me the Horizon. Fue producido por el vocalista de la banda Oliver Sykes y el tecladista Jordan Fish, se publicará en el sexto álbum de estudio del grupo, Amo. La canción fue lanzada como el tercer sencillo del álbum el 3 de enero de 2019.

## Composición y letra
La canción se centra en la última relación de Oliver Sykes con Hannah Snowdon. Su matrimonio terminó en un desordenado divorcio a principios de 2016. Si bien Sykes explicó que la canción "Ouch" también habla sobre esa situación, el tecladista Jordan Fish reveló que "la medicina también está relacionada con eso". Fish dijo de la letra de la canción: 
"Se trata de personas que tienen influencias negativas y cómo cuando dejan tu vida las cosas mejoran mucho. Es una mezcla de los elementos electrónicos y de radio de nuestra banda, pero aún tiene características de algunas de las canciones más grandes que hemos hecho. antes. Necesitarías preguntarle a Oli de quién se trata exactamente, pero puedo pensar en algunas personas de las que podría tratarse".

## Vídeo musical
El vídeo musical de "Medicine" se lanzó el mismo día que se transmitió el sencillo. Es un clip cargado de efectos, cortesía del animador Extraweg y el director de arte Oliver Latta. Según el sitio web de música, Consecuencia de sonido , el video muestra "un busto similar a una estatua de la cabeza del cantante Oli Sykes, ya que está lleno de una plaga de representaciones de sí mismo como demonios".

## Posicionamiento en lista
| Lista (2019)                                  | Posiciones |
| --------------------------------------------- | ---------- |
| Escocia (OCC)                                 | 56         |
| Estados Unidos (Hot Rock & Alternative Songs) | 9          |
| Estados Unidos (Rock & Alternative Airplay)   | 46         |
| Nueva Zelanda (Hot Singles) (RMNZ)            | 20         |
| Reino Unido (UK Singles Chart)                | 42         |
| Reino Unido (UK Rock & Metal Singles)         | 2          |